# García I Fernández
Garcia I Fernandez (ur. 938 w Burgos, zm. 995 w Kordowie) – hrabia Kastylii i Álava od 970 roku do śmierci.
Był synem hrabiego Ferdynanda II Gonzaleza. W czasie swoich rządów prowadził politykę zmniejszania zależności od Królestwa Leónu i rozszerzania autonomii.

## Potomstwo
W 960 roku poślubił Avę z Ribagozy, córkę Rajmunda II, księcia Ribagozy.
Dzieci:
- Mayor García
- Sancho I Garcia, hrabia Kastylii
- Urraca García
- Gonzalo García
- Elvira García, żona króla Leónu Bermudo II
- Toda García
- Oneca García